# Rio Grande do Norte
Rio Grande do Norte è uno degli stati del Brasile, situato nell'estremità orientale del paese affacciato sull'Oceano Atlantico. È lo Stato sudamericano più vicino all'Africa e all'Europa, con culmine al famoso Capo San Rocco. La capitale è Natal. Lo stato ha l'1,7% della popolazione brasiliana e produce solo l'1% del PIL brasiliano. 
Tra le principali attività economiche vi è sicuramente il turismo, soprattutto balneare, accanto al quale si possono menzionare la pesca e l'artigianato. È, altresì, il maggiore produttore di sale marino del Brasile ed il secondo maggior produttore di petrolio. In particolare, Mossoró, la seconda città più grande dello Stato, ospita il più grande sito di produzione petrolifero dell'intero Brasile.
A partire dalla metà degli anni novanta il Rio Grande do Norte ha avuto un notevole incremento dell'attività turistica, diventando una delle prime mete nel Nord Est brasiliano, grazie soprattutto alla bellezze naturali e alla minor pericolosità sociale, relativamente ad altre zone e città brasiliane. Il punto di entrata turistico rimane sempre la capitale dello Stato, Natal, in particolare la spiaggia ed il quartiere turistico di Ponta Negra.  Notevoli e facilmente raggiungibili sono anche altre località della costa quali, nel litorale sud di Natal, le spiagge di Piranji, Búzios, Pipa, Barra de Cunhaú, Baía Formosa (con la vicina "lagoa da Coca-Cola"); nel litorale nord, quelle di Genipabu, Muriú, Maracajaú, Barra de Punaú, Zumbi e São Miguel do Gostoso.